# Jannik Bruhns
Jannik Bruhns (* 14. Mai 1999) ist ein deutscher Fußballspieler.

## Karriere
Nach seinen Anfängen in der Jugend des FC Hürth und vom 1. FC Köln wechselte er im Sommer 2017 innerhalb der Stadt in die 3. Liga zum SC Fortuna Köln. Dort kam er zu seinem ersten Einsatz im Profibereich, als er am 28. April 2018, dem 36. Spieltag, beim 1:1-Heimunentschieden gegen Hansa Rostock in der Startformation stand.